# Jane Gardam
Jane Gardam, née le 11 juillet 1928 à Coatham (en) dans le Yorkshire du Nord et morte le 28 avril 2025 à Chipping Norton, est une femme de lettres britannique, auteure d'ouvrages de littérature d'enfance et de jeunesse.
Elle est officier de l’Ordre de l'Empire britannique et membre de la Royal Society of Literature.

## Œuvre

### Romans

#### SérieOld Filth
- Old Filth (2004) Publié en français sous le titre Le Maître des apparences, traduit par Françoise Adelstain, Paris, Éditions JC Lattès, coll. « Littérature étrangère », 2015, 370 p.  (ISBN 978-2-7096-4775-5)
- The Man in the Wooden Hat (2009) Publié en français sous le titre Le Choix de Betty, traduit par Françoise Adelstain, Paris, Éditions JC Lattès, coll. « Littérature étrangère », 2016, 280 p.  (ISBN 978-2-7096-4776-2)
- Last Friends (2013) Publié en français sous le titre L’Éternel rival, traduit par Françoise Adelstain, Paris, Éditions JC Lattès, coll. « Littérature étrangère », 2016, 280 p.  (ISBN 978-2-7096-4777-9)

#### Autres romans
- Bilgewater (1977) Publié en français sous le titre Une éducation sentimentale, traduit par Sylvie Simon, Paris, Éditions Gallimard, coll. « Page blanche », 1993, 299 p.  (ISBN 2-07-056677-3)
- The Pineapple Bay Hotel (1976)
- God on the Rocks (1978) - Prix Baudelaire 1989 Publié en français sous le titre Dieu par-dessus bord, traduit par Suzanne Mayoux, Paris, Éditions Deuxtemps Tierce, 1990, 236 p.  (ISBN 2-903144-47-8)
- Crusoe's Daughter (1985) Publié en français sous le titre L’Héritière de Robinson, traduit par Cécile Wajsbrot, Paris, Éditions Autrement, coll. « Diableries », 1994, 253 p.  (ISBN 2-86260-493-3)
- The Queen of the Tambourine (1991) - Prix Costa 1991 Publié en français sous le titre La Dame aux cymbales, traduit par Suzanne Mayoux, Paris, Éditions Rivages, coll. « Littérature étrangère », 1994, 228 p.  (ISBN 2-86930-745-4)
- Black Woolly Pony (1993)
- Faith Fox (1996) Publié en français sous le titre Un amour d’enfant, traduit par Éric Diacon, Paris, Éditions Fayard, 1998, 290 p.  (ISBN 2-213-60224-7)
- The Flight of the Maidens (2000)

### Ouvrages de littérature d'enfance et de jeunesse

#### SérieKit
- Kit (1983)
- Kit in Boots (1986) Publié en français sous le titre Peur de rien, peur de tout, traduit par Camille Fabien, ill. William Geldar, Paris, Éditions Gallimard, coll. « Folio cadet », 1991, 120 p.  (ISBN 2-07-031160-0)
- The Kit Stories (1998), recueil de nouvelles

#### Autres ouvrages de littérature d'enfance et de jeunesse
- A Few Fair Days (1971)
- A Long Way from Verona (1971)
- The Summer After the Funeral (1973) Publié en français sous le titre L’Été d’après les funérailles, traduit par Éric Diacon, Paris, Éditions Fayard, 2001, 210 p.  (ISBN 2-213-61020-7)
- Bridget and William (1981) Publié en français sous le titre Un poney dans la neige, traduit par Camille Fabien, ill. William Geldar, Paris, Éditions Gallimard, coll. « Folio cadet », 1983, 63 p.  (ISBN 2-07-031013-2)
- The Hollow Land (1981) - Prix Costa, catégorie "Livre pour enfant", 1983
- Horse (1982)
- Swan (1987)
- Through the Doll's House Door (1987)
- Animal Stories (1995)
- Magical Stories (1995)
- Stories for Five-Year-Olds (1995)
- Stories for Six-Year-Olds (1995)
- Tufty Bear (1996)

### Recueils de nouvelles
- Black Faces, White Faces (1975) - David Higham Prize for Fiction, 1975, Winifred Holtby Memorial Prize, 1975
- The Sidmouth Letters (1980)
- The Pangs of Love and Other Stories (1983) - Katherine Mansfield Award, 1984
- Showing the Flag and Other Stories (1989)
- Trio: Three Stories from Cheltenham (1993)
- Going into a Dark House (1994) - PEN/Macmillan Silver Pen Award (1995)
- Missing the Midnight (1997) Publié en français sous le titre L’Homme vert, traduit par Éric Diacon, Paris, Éditions Fayard, 2001, 201 p.  (ISBN 2-213-61021-5)
- The People on Privilege Hill (2007)
- The Stories of Jane Gardam (2014)

### Nouvelles
- Pool Boy (1975)
- The Pangs of Love (1983)
- Bang, Bang - Who's Dead? (1987)
- The Meeting House (1994)
- Going into a Dark House (1994)
- The Girl With Golden Ears (1995)
- Missing the Midnight (1997)
- The Green Man (1998)
- The Latter Days of Mr. Jones (2003)

### Autre publication
- The Iron Coast (1994)